# ترک مکانیکی آمازون

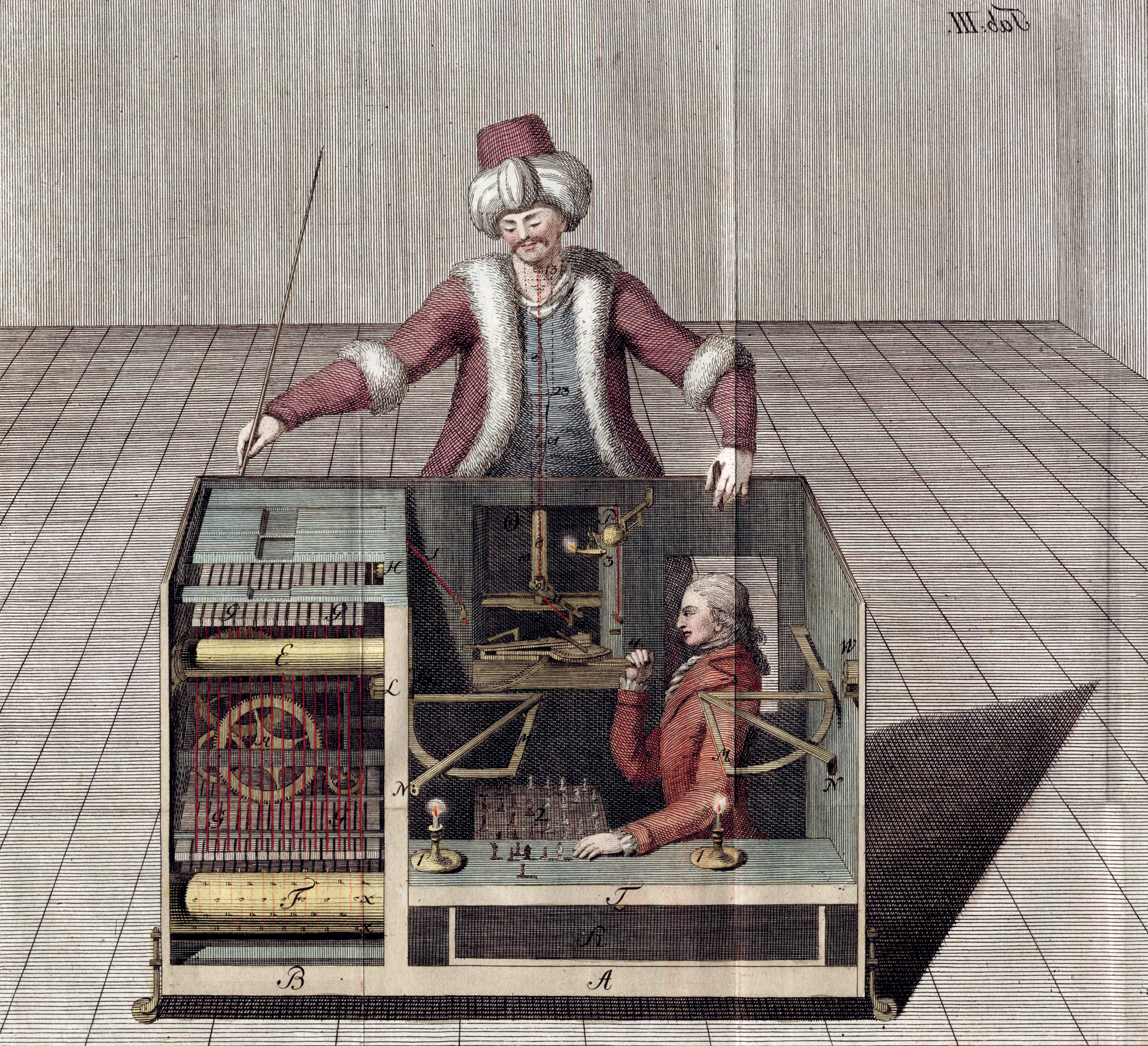
ترک مکانیکی

تُرک مکانیکی آمازون یکی از خدمات وب آمازون است که در آن بازاری را به شیوهٔ جمع‌سپاری اینترنتی اداره می‌کند. در جمع‌سپاری اینترنتی برنامه‌نویسان می‌توانند کارهایی که رایانه‌ها هم‌اکنون نمی‌توانند انجام دهند را با هماهنگ‌کردن هوش انسان‌ها انجام دهند. در این خدمت، برنامه‌نویسان (درخواست‌دهندگان) می‌توانند درخواست انجام کارهایی را که به اچ‌آی‌تی (مخفف وظایف هوش انسانی) مشهورند —مانند گزینش بهترین عکس از میان چند عکس، نوشتن توضیحی برای یک محصول، یا تشخیص اجراکنندگان یک سی‌دی موسیقی— ارسال کنند. کارگران (که خدمات مکانیکی آمازون به آن‌ها در اصطلاح فراهم‌آورندگان می‌گوید) می‌توانند در میان وظایف تعریف‌شدهٔ موجود بگردند و با انجام آن‌ها در همان لحظه مبلغی را دریافت کنند. برنامه‌های درخواست‌دهنده می‌توانند از یک رابط برنامه‌نویسی نرم‌افزار باز یا یک وب‌گاه محدودتر فرستادن درخواست ترک مکانیکی برای فرستادن اچ‌آی‌تی‌ها استفاده کنند. درخواست‌دهندگان این خدمت باید یک نهاد مقیم ایالات متحده باشند و یک حساب بانکی و نشانی پرداخت آمریکایی داشته باشند، همچنین افرادی که می‌خواهند به صورت فردی از این خدمت استفاده کنند باید یک شمارهٔ سریال گواهی‌نامهٔ رانندگی آمریکایی ارائه دهند.
درخواست‌دهندگان می‌توانند پیش از اجرای وظایف توسط فراهم‌آورندگان خواهان برآورده‌شدن برخی کیفیت‌ها شوند و آزمایشی را برای درستی‌سنجی کیفیت در نظر بگیرند. همچنین درخواست‌دهندگان می‌توانند نتایج به دست آمده از طرف کارگران را بپذیرند را رد کنند که این عمل بر خوشنامی کارگر تأثیر خواهد گذاشت. هم‌اکنون کارگران می‌توانند در هر کجای دنیا باشند و پرداخت‌هایشان از طریق یک حساب بانکی ایالات متحده به هر کجای دنیا منتقل شود. درخواست‌دهندگان، که معمولاً صاحبان کسب‌وکار هستند، ۱۰٪ از قیمت هر اچ‌آی‌تی موفق انجام‌شده را به آمازون پرداخت می‌کنند.

## نامگذاری
نام ترک مکانیکی از شطرنج‌باز ترک گرفته شده‌است که یک دستگاه خودکار شطرنج‌باز ساختهٔ ولفگانگ ون کمپلن در قرن ۱۸ میلادی بود. این دستگاه توانست در سفر به دور اروپا رقیبانی مانند ناپلئون بناپارت و بنجامین فرانکلین را شکست دهد. بعدها مشخص شد که این دستگاه به هیچ‌وجه خودکار نبوده‌است بلکه در حقیقت یک استاد شطرنج در قسمتی از آن پنهان می‌شده و کنترلش را به دست می‌گرفته‌است. همانند ترک شطرنج‌باز، ترک مکانیکی آمازون نیز این امکان را فراهم می‌کند که انسان‌ها در انجام کارهایی که ماشین برای انجامشان مناسب نیست، به ماشین‌ها کمک کنند.

## جستجو برای افراد گم‌شده
سال ۲۰۰۷ آغازی بود برای استفاده از این خدمت برای پیدا کردن افراد گم‌شدهٔ سرشناس. این ایده نخستین بار برای پیدا کردن جیمز کیم پیشنهاد شد، اما جسد او پیش از به راه افتادن فرایند فنی پیدا شد. در تابستان همان سال دانشمند علوم رایانه جیم گری در حالی که از کرجی بادی خود استفاده می‌کرد گم شد. یکی از دوستان او در آمازون (ورنر واگلز) مقدمات لازم برای گذاشتن تصاویر ماهواره‌ای جدید دیجیتال گلوب [شرکتی که داده‌های ماهواره‌ای گوگل‌مپز و گوگل‌ارت را فراهم می‌کند] روی ترک مکانیکی فراهم کرد. در سپتامبر ۲۰۰۷ انتشار این خبر در صفحهٔ نخست وب‌گاه دیگ، ۱۲٬۰۰۰ جستجوگر را برای جستجو گرد هم آورد. اما جستجو بی‌نتیجه بود.
در سپتامبر همان سال جستجوی مشابهی برای یافتن هوانورد استیو فاست انجام شد. داده‌های ماهواره‌ای به قسمت‌های ۸۵ متر مربعی تقسیم شدند و از کاربران ترک مکانیکی خواسته‌شد تصاویری را که در آن‌ها اشیاء خارجی دیده می‌شود و ممکن است محل سقوط یا شواهد دیگری را برای بررسی بیشتر فراهم می‌کند علامت بزنند. این جستجو نیز ناموفق بود و محل سانحه تقریباً یک سال بعد توسط چند کوه‌نورد پیدا شد.

## انتقادها
از آنجایی که اچ‌آی‌تی‌ها عموماً کارهایی ساده و تکراری هستند، کاربران برای انجام آن‌ها تنها چند سِنت دریافت می‌کنند، بر این اساس برخی ترک مکانیکی را به زیر پا گذاشتن قوانین کار در فضای مجازی متهم می‌کنند.
در عین حال کارگران این خدمت خودشان وقتشان را به این کار اختصاص می‌دهند و هیچ اجباری برای انجام کاری که نمی‌خواهند انجام دهند ندارند. با توجه به اینکه کارگران به صورت قراردادی کار می‌کنند (به جای استخدام)، درخواست‌دهندگان مجبور نیستند برایشان پرونده تشکیل دهند یا مالیات حقوق و دستمزد را بپردازند و به این شکل از قانون‌های حداقل دستمزد، اضافه‌کاری و جبران خسارت کارگران در امان می‌مانند. در مقابل کارگران مجبورند دستمزد دریافتی خود را به عنوان حقوق خوداشتغالی گزارش کنند. همچنین دیده شده‌است که برخی درخواست‌دهندگان با سوء استفاده از کارگران، از پرداخت دستمزد کارگران سر باز می‌زنند.
وب‌گاه آمازون هیچ نظارتی بر این خدمت ندارد و تمامی شکایت‌ها را به درخواست‌دهندهٔ اچ‌آی‌تی ارجاع می‌دهد.